# Educació intercultural bilingüe

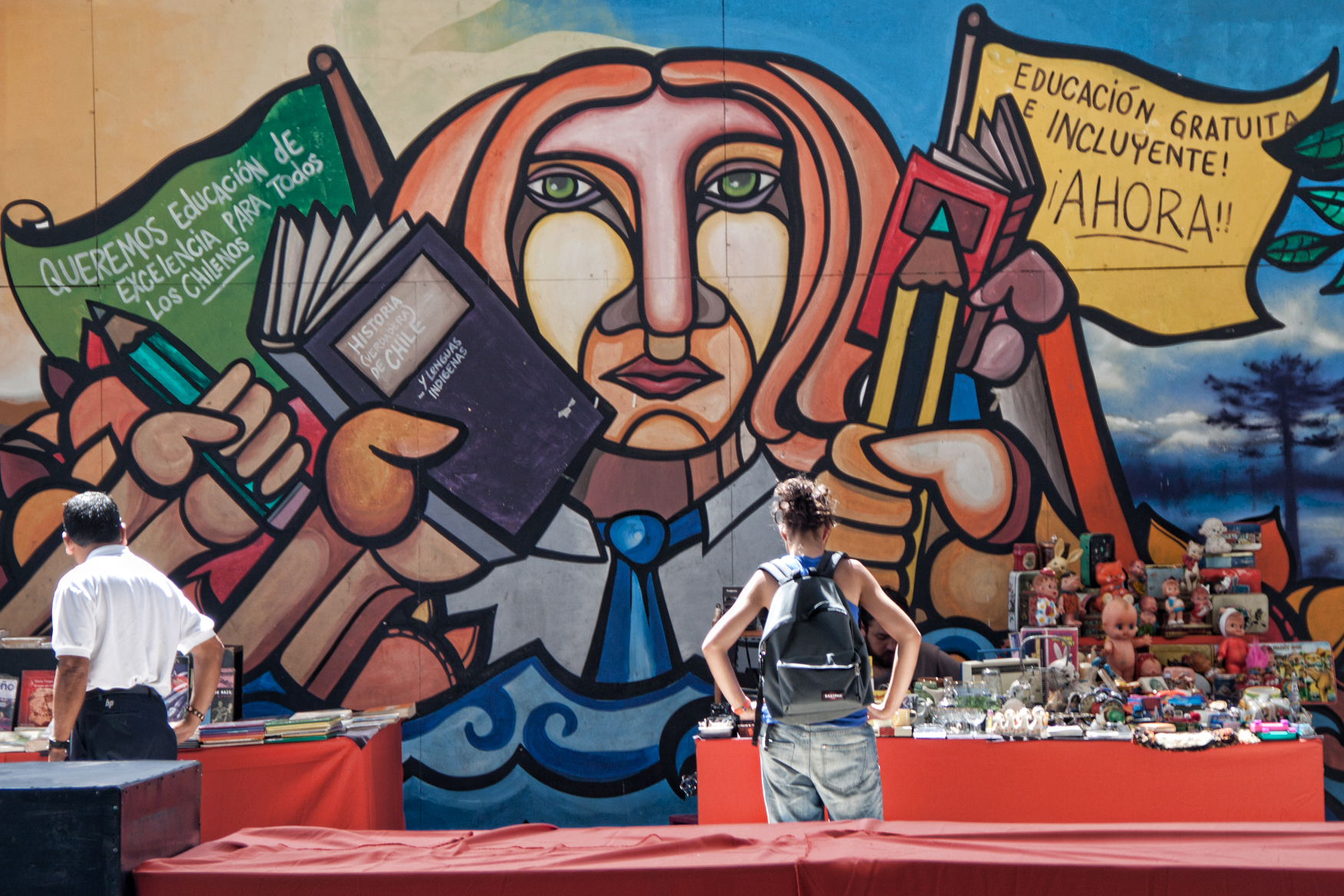
Educació per tots/tes

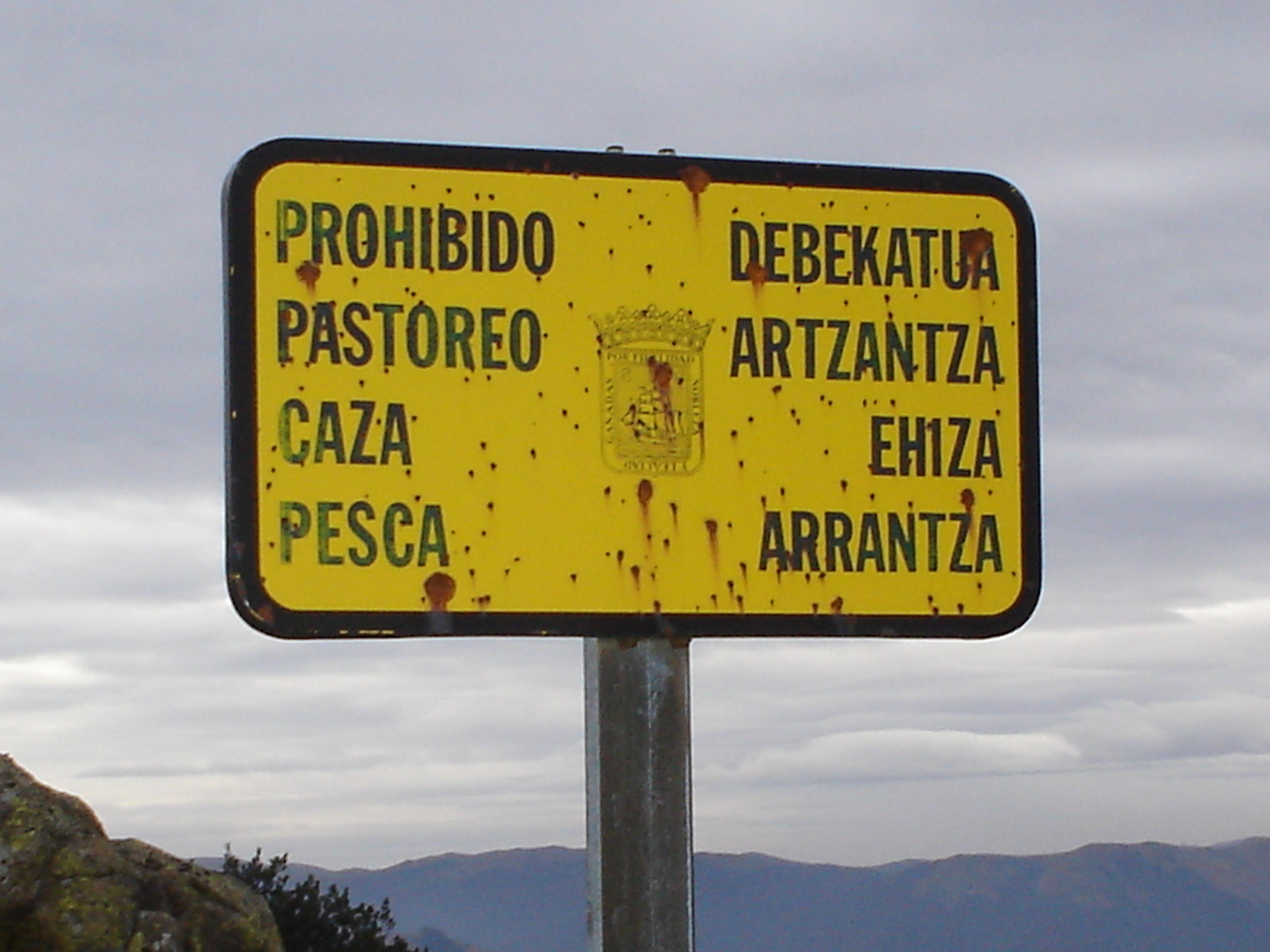

L'educació intercultural bilingüe (EIB) o educació bilingüe intercultural (EBI) és un model d'educació intercultural on s'ensenya simultàniament en dues llengües en el context de dues cultures diferents. Aquest tipus d'educació es pot implantar en diverses situacions, per exemple quan en una societat existeixen dues cultures i dos idiomes en contacte, i quan una institució s'encarrega de difondre la seva cultura fora de la seva àrea original.
Podem distingir entre quatre models o tipus d'educació en contextos bilingües. Entre ells, els primers dos són models d'assimilació a la llengua majoritària, mentre que els altres dos tenen un objectiu de multilingüisme i multiculturalitat.
| Tipus de programa | Llengua materna dels alumnes | Llengua d'ensenyament                      | Objectiu social i educatiu        | Objectiu lingüístic                             |
| ----------------- | ---------------------------- | ------------------------------------------ | --------------------------------- | ----------------------------------------------- |
| Submersió         | Llengua minoritària          | Llengua majoritària                        | Assimilació                       | Monolingüisme en llengua majoritària            |
| Transitori        | Llengua minoritària          | Passa de llengua minoritària a majoritària | Assimilació                       | Monolingüisme relatiu (bilingüisme substractiu) |
| Immersió          | Llengua majoritària          | Bilingüe, amb importància inicial de L2    | Pluralisme i millora              | Bilingüisme i biliteracitat                     |
| Manteniment       | Llengua minoritària          | Bilingüe, amb pes en L1                    | Manteniment, pluralisme i millora | Bilingüisme i biliteracitat                     |

## La història de l'EIB a Llatinoamèrica
Amb la independència dels estats nacionals a Llatinoamèrica a principis del segle xix va ser imposat un model d'unificació a força de la cultura criolla i la llengua castellana i portuguesa, respectivament. Aquest sistema educatiu va aconseguir només les classes privilegides criolles o com a molt els mestissos de parla castellana o portuguesa.
No va anar abans del segle XX que es van implementar escoles públiques per a les poblacions indígenes amb l'objectiu de castellanitzar-les. L'ús exclusivament del castellà com a idioma d'ensenyament va resultar que els alumnes indígenes no van aprendre gairebé res. Els parlants de les llengües originàries van ser estigmatitzats com a indis - ciutadans de segona classe. Això va fomentar l'abandó d'aquestes llengües, deixant els parladors i els seus fills en una situació sense cultura pròpia, no coneixent ni la seva cultura i llengua originària ni el castellà.
L'Institut Lingüístic d'Estiu (ILE) amb seu a Dallas (EUA) va ser la primera institució que va desenvolupar una educació bilingüe per a alumnes indígenes amb l'objectiu d'evangelitzar-los. Els primers programes educatius bilingües de l'ILE van començar a Mèxic i Guatemala des dels anys 30, a l'Equador i el Perú des de mitjan 40 i a Bolívia des de 1955.
Un objectiu de la Revolució Nacional de 1952 a Bolívia va ser la integració de les poblacions indígenes a la societat nacional i per això va buscar a aconseguir les mateixes amb una educació adequada. L'ILE va ser contractat per educar i castellanitzar a les regions amaçòniques. En aquest model, l'ús de les llengües indígenes en els primers graus de l'escola primària va servir per facilitar l'aprenentatge de l'idioma castellà i preparar els alumnes per a una escola secundària exclusivament en castellà.
Els primers programes educatius bilingües sense objectiu explícit de castellanització van ser desenvolupats en els anys 1960, entre ells un programa pilot de la Universidad Nacional Mayor de San Marcos aplicat en una àrea de parla quítxua en Quinua (departament d'Ayacucho). A causa dels esforços de la mateixa universitat, en la Reforma Educativa peruana de 1972 va ser definida Política Nacional d'Educació Bilingüe. El Perú sota el govern del general Juan Velasco Alvarado va ser el primer país llatinoamericà que va promoure una llengua indígena, el quítxua, com a idioma oficial. Tanmateix, això fou solament un acte simbòlic, i a les escoles no es va canviar gairebé res.
A Mèxic va ser creada en 1973 la Direcció general d'Educació Indígena (DGEI), un subsistema de la Secretaria d'Educació Pública només per a indígenes, que incorpora l'ús en l'educació dels 56 idiomes indígenes reconeguts oficialment. La Llei Federal d'Educació de Mèxic de 1973 assenyalava expressament, que l'ensenyament del castellà no fora en detriment de les identitats lingüístiques i culturals dels escolars indígenes.
Malgrat declaracions diferents, tots aquests programes van ser desenvolupades com a educació bilingüe de transició i un bilingüisme substractiu. Contribuïen a la difusió del castellà com a llengua comuna. Es va tractar de projectes experimentals de cobertura i durada limitada que van ser possibilitats per suport internacional com per la Cooperació Tècnica Alemanya (GTZ) o l'Agència per al Desenvolupament Internacional dels Estats Units (US-AID)
Amb el desenvolupament de moviments indígenes en els anys 70 i la reflexió sobre el multilingüisme i els projectes d'educació bilingüe va aparèixer un model de manteniment i desenvolupament de les llengües natives que va incloure aspectes culturals no merament lingüístics. Va ser evident la necessitat de considerar les diferències en la vida quotidiana, les tradicions i els conceptes del món. Per això, des d'inicis dels anys 80 es va començar a parlar d'una educació bilingüe intercultural a Amèrica Llatina.
Des de llavors, molts països han promulgat lleis en les quals reconeixen drets lingüístics i culturals. En alguns països com Argentina, Bolívia, Brasil, Colòmbia, Equador i Mèxic es van realitzar reformes constitucionals.
A Argentina, l'adveniment de la democràcia en 1983 va portar aparellat un procés de reorganització de les organitzacions indígenes. En relació amb l'educació, comença un període de reconeixement per part des de l'Estat de la importància d'implementar una educació que contempli les diferències sociolingüístiques i culturals de les poblacions indígenes. En 2006 es va incloure l'EIB com una de les vuit modalitats del sistema.
Actualment, en la majoria de països l'EIB no assoleix la majoria de les poblacions indígenes i s'aplica solament en l'educació primària. En alguns països com Bolívia, Colòmbia, Equador, Mèxic, l'EIB ha de comprendre a tots els alumnes de parla indígena, al Paraguai a la població de tot el país.
En els anys recents en alguns altres països, sobretot a Bolívia, es discuteix també una EIB amb bilingüisme de doble via. Això comprèn l'aprenentatge obligatori d'almenys un idioma originari per a tota la població nacional.
Amb relació a l'anterior, una crítica a la forma com és concebuda l'EIB a Mèxic la fa María Bertely Busquets, qui anomena a l'educació intercultural bilingüe, tal com s'aplica actualment "educació de dalt per a baix", la investigadora proposa una "eduació de baix cap amunt", que implicaria involucrar a la població majoritària en una educació per al coneixement i la convivència amb les cultures indígenes del país.
D'altra banda, l'Associació Nacional de Mestres d'Educació Bilingüe Intercultural critica l'EIB al Perú per ser solament un pont a la castellanització i monoculturalització i que l'educació hauria de ser un sistema educatiu propi dels indígenes, organitzat pels mestres i savis indígenes juntament amb els seus pobles.
En la majoria dels països llatinoamericans com a Mèxic, Perú o Bolívia, l'EIB està sota control del ministeri d'educació. Per contra, l'EIB a l'Equador va ser administrada per les organitzacions indígenes regionals organitzades en ECUARUNARI i CONAIE des d'un acord entre el govern i el moviment indígena i la creació de la DINEIB (Direcció nacional d'Educació Intercultural Bilingüe) en 1988. Així els indígenes van nomenar mestres i directors, van dissenyar el currículum i van escriure els llibres de text. No obstant això, segons recerques en 2008 encara no s'havia aconseguit un canvi fonamental en la reculada dels idiomes originaris fins i tot el quítxua i el shuar. També a Otavalo i Cotacachi, on hi ha una classe mitjana quítxua i alcaldes indígenes, molts joves ja no parlen el quítxua, i fins i tot pares organitzats en el moviment indígena envien als seus fills a escoles hispanoparlants, doncs les escoles bilingües són molt pitjor equipades. Al febrer de 2009, el president Rafael Correa va decidir col·locar l'EIB sota l'autoritat del govern, retallant l'autonomia del moviment indígena en els seus assumptes educatius. Mentre la CONAIE pugna contra aquesta decisió, el poeta quítxua Ariruma Kowii la defensa afirmant que la "dirigencia indígena va intentar adoctrinar als estudiants perquè seguissin la línia d'acció política traçada per l'organització".